# Kozhikode Abdul Kader
Kozhikode Abdul Kader, cuyo nombre verdadero era Leslie Andrews (19 de febrero de 1916 † 13 de febrero de 1977) fue un cantante de playback o de reproducción indio.

## Biografía
Nacido como JS Andrews y Manini el 19 de febrero de 1916, Andrews se convirtió al islam y se rebautizado a sí mismo como Abdul Kader cuando llegó en Birmania. Fue descubierto por el director musical V. Dakshinamoorthy. El compositor de música, MS Baburaj, quien también lo descubrió quedó impresionado por su voz.
Kader inició su debut como cantante de playback o de reproducción de cine en Malayalam Navalokam en 1951.

## Su muerte
Kader falleció el 13 de febrero de 1977. En 2008 Noushad Nadeem, un director de cine hizo un documental sobre el cantante como un homenaje, titulado Desh Raagathil Oru Jeevitham.

## Filmografía
- 'Navalokam' (1951) – Thangakinakkal ...
- 'Navalokam' (1951) – Parithaapamithe haa jeevithame ...
- 'Thiramala' (1953) – Hey kaliyodame ...
- 'Neelakkuyil' (1954) – Enginey nee ...
- 'Manikya Kottaram' (1966) – Nakshathrapunnukalaayiram ...
- 'Minnaaminung' – Ithranaal ithranaal ...
- 'Nammalonnu' (A Play by Cherukad) – Pachcha panam thathe, ponnara poo muthe